# 奪橋遺恨 (書籍)
《奪橋遺恨》 由考李留斯·雷恩於1974年出版，描繪了第二次世界大戰中的市場花園行動——一場盟軍試圖透過佔領一系列在荷蘭的橋樑以在安恆突破徳軍防線卻遭致慘痛失敗的戰役。
雷恩對書名的發想源自於1944年9月10日英軍針對作戰擬定而舉行的會議時，盟軍第一空降軍團副司令布朗寧爵士中將對蒙哥馬利爵士元帥所說的話：「但報告長官，我們可能打得有點太遠了。」(But, sir, I think we might be going a bridge too far) 。然而，英國軍事史學家安東尼·畢沃爾提出質疑，考慮到布朗寧接收到較多的資源，他認為布朗寧應該是支持這項行動的，此外，他那天應該是沒有出席的，所以也就不會碰到蒙哥馬利。
由於資料種類十分廣泛，書中雷恩提供了許多圖片和地圖，也有一節收錄了戰役中生還的士兵和市民的現況（中文版無）。
書中也對這場行動的計畫中所犯的戰術錯誤做了許多說明，在雷恩出版本書前，市場花園行動一直是所謂「歷史由勝利者書寫」的經典案例。因此，受歡迎的報導及文章多半傾向對此戰役忽略不談，或是接受蒙哥馬利元帥的觀點，稱這場戰役為「部分的成功」。
1974年，紐約的西蒙與舒斯特與倫敦的哈米什·漢密爾頓兩家出版商出版本書，並頻繁的再版。
1977年，本書被翻拍成同名電影。